# Uruguay en el Campeonato Sudamericano de Fútbol Sub-20 de 2015
La Selección de Uruguay fue uno de los 10 equipos participantes en el Campeonato Sudamericano de Fútbol Sub-20 de 2015, torneo que se llevó a cabo entre el 14 de enero y el 7 de febrero de 2015 en Uruguay.
En el sorteo la Selección de Uruguay quedó emparejada en el Grupo B junto con Brasil, Colombia, Chile y Venezuela.
Terminó la fase de grupos en primer lugar, con tres victorias y una derrota. Disputó del hexagonal final y logró la clasificación a la Copa Mundial de Fútbol Sub-20 de 2015 con una fecha de anticipación, en Nueva Zelanda. Jugó su último partido contra Argentina, con posibilidades de ser campeón si ganaba el encuentro, con un Estadio Centenario lleno, y comenzó ganando 1 a 0 en el minuto 7, pero antes de terminar el primer tiempo Argentina empató y al final del partido sentenció el encuentro por 2 a 1. Debido a que Colombia derrotó a Brasil en el juego previo, la Celeste no clasificó a los Juegos Olímpicos y terminaron en tercer lugar del Sudamericano. Se logró la clasificación a los Juegos Panamericanos de Toronto 2015.

## Jugadores
Datos correspondientes a la situación previa al torneo.

## Participación

### Fase de grupos

#### Fecha 1
| 15 de enero de 2015, 22:10 | Uruguay         | 1:0 (0:0) | Colombia | Estadio Domingo Burgueño Miguel, Maldonado |                            |
|                            | Arambarri 90+1' | Reporte   |          | Árbitro(s): Mauro Vigliano                 | Árbitro(s): Mauro Vigliano |

#### Fecha 2
| 17 de enero de 2015, 22:10 | Brasil | 0:2 (0:1) | Uruguay                     | Estadio Domingo Burgueño Miguel, Maldonado |                            |
|                            |        | Reporte   | Pereiro 28' · Arambarri 59' | Árbitro(s): Roddy Zambrano                 | Árbitro(s): Roddy Zambrano |

#### Fecha 3
| 21 de enero de 2015, 22:10 | Uruguay                                                                    | 6:1 (3:0) | Chile          | Estadio Domingo Burgueño Miguel, Maldonado |                            |
|                            | Acosta 19' 45' · Echeverría e/c 23' · Pereiro 67' · Amaral 82' · Faber 88' | Reporte   | Echeverría 85' | Árbitro(s): Mauro Vigliano                 | Árbitro(s): Mauro Vigliano |

#### Fecha 4
| 23 de enero de 2015, 22:10 | Uruguay | 0:1 (0:1) | Venezuela  | Estadio Domingo Burgueño Miguel, Maldonado |                                |
|                            |         | Reporte   | Moreno 27' | Árbitro(s): Alejandro Mancilla             | Árbitro(s): Alejandro Mancilla |

| Equipo    | Pts | PJ | PG | PE | PP | GF | GC | Dif |
| --------- | --- | -- | -- | -- | -- | -- | -- | --- |
| Uruguay   | 9   | 4  | 3  | 0  | 1  | 9  | 2  | 7   |
| Brasil    | 9   | 4  | 3  | 0  | 1  | 6  | 4  | 2   |
| Colombia  | 6   | 4  | 2  | 0  | 2  | 5  | 3  | 2   |
| Venezuela | 3   | 4  | 1  | 0  | 3  | 1  | 5  | -4  |
| Chile     | 3   | 4  | 1  | 0  | 3  | 4  | 11 | -7  |

|  | Clasificado para el Hexagonal Final. |

### Hexagonal final

#### Fecha 1
| 26 de enero de 2015, 22:10 | Uruguay | 0:0     | Brasil | Estadio Centenario, Montevideo |                            |
|                            |         | Reporte |        | Árbitro(s): Julio Bascuñán     | Árbitro(s): Julio Bascuñán |

#### Fecha 2
| 30 de enero de 2015, 22:10 | Uruguay                                  | 3:1 (1:0) | Perú         | Estadio Gran Parque Central, Montevideo |                            |
|                            | Acosta 28' · Pereiro 56' · Arambarri 78' | Reporte   | Ugarriza 67' | Árbitro(s): Mauro Vigliano              | Árbitro(s): Mauro Vigliano |

#### Fecha 3
| 1 de febrero de 2015, 22:10 | Uruguay                  | 2:0 (2:0) | Paraguay | Estadio Gran Parque Central, Montevideo |                             |
|                             | Acosta 21' · Pereiro 37' | Reporte   |          | Árbitro(s): Ricardo Marques             | Árbitro(s): Ricardo Marques |

#### Fecha 4
| 4 de febrero de 2015, 22:10 | Uruguay | 0:0     | Colombia | Estadio Centenario, Montevideo |                             |
|                             |         | Reporte |          | Árbitro(s): Enrique Cáceres    | Árbitro(s): Enrique Cáceres |

#### Fecha 5
| 7 de febrero de 2015, 22:10 | Argentina                | 2:1 (1:1) | Uruguay    | Estadio Centenario, Montevideo |                             |
|                             | Driussi 35' · Correa 81' | Reporte   | Pereiro 7' | Árbitro(s): Ricardo Marques    | Árbitro(s): Ricardo Marques |

| Equipo    | Pts | PJ | PG | PE | PP | GF | GC | Dif |
| --------- | --- | -- | -- | -- | -- | -- | -- | --- |
| Argentina | 13  | 5  | 4  | 1  | 0  | 10 | 2  | 8   |
| Colombia  | 9   | 5  | 2  | 3  | 0  | 7  | 2  | 5   |
| Uruguay   | 8   | 5  | 2  | 2  | 1  | 6  | 3  | 3   |
| Brasil    | 7   | 5  | 2  | 1  | 2  | 7  | 5  | 2   |
| Perú      | 3   | 5  | 1  | 0  | 4  | 5  | 14 | -9  |
| Paraguay  | 1   | 5  | 0  | 1  | 4  | 1  | 10 | -9  |

|  | Campeón. Clasificado para el Mundial Sub-20 2015 y los Juegos Olímpicos de Río de Janeiro 2016.                                                                         |
|  | Subcampeón. Clasificado para el Mundial Sub-20 2015 y a la repesca para los Juegos Olímpicos de Río de Janeiro 2016 contra un representante de Concacaf.                |
|  | Clasificado para el Mundial Sub-20 2015 y los Juegos Panamericanos Toronto 2015. En el caso de Brasil también se clasifica a los Juegos Olímpicos por ser el anfitrión. |
|  | Clasificado para los Juegos Panamericanos Toronto 2015. |

## Estadísticas

### Generales
| Pts | PJ | PG | PE | PP | GF | GC | Dif | Resultado     |
| --- | -- | -- | -- | -- | -- | -- | --- | ------------- |
| 17  | 9  | 5  | 2  | 2  | 15 | 5  | 10  | Tercer puesto |

### Goleadores
| Jugador         | Goles | Jugada | Cabeza | T. libre | Penal |
| --------------- | ----- | ------ | ------ | -------- | ----- |
| Gastón Pereiro  | 5     | 4      | 1      | 0        | 0     |
| Franco Acosta   | 4     | 3      | 1      | 0        | 0     |
| Mauro Arambarri | 3     | 1      | 2      | 0        | 0     |
| Rodrigo Amaral  | 1     | 1      | 0      | 0        | 0     |
| Gastón Faber    | 1     | 1      | 0      | 0        | 0     |

### Asistencias
| Jugador           | Asistencias |
| Rodrigo Amaral    | 5           |
| ----------------- | ----------- |
| Facundo Castro    | 4           |
| Jaime Báez        | 2           |
| Mauro Arambarri   | 1           |
| Guillermo Cotugno | 1           |
| Gastón Pereiro    | 1           |

### Distinciones individuales
| Distinción         | Jugador          |
| ------------------ | ---------------- |
| Jugador revelación | Rodrigo Amaral   |
| Guante de Oro      | Gastón Guruceaga |